# هواتف محمولة من أجل التنمية
هواتف محمولة من أجل التنمية يشير المصطلح وهو تكرار أكثر تحديدًا لتكنولوجيا المعلومات والاتصالات من أجل التنمية «آي سي تي فور دي»، إلى استخدام تقنيات الهاتف المحمول في استراتيجيات التنمية العالمية. مع التركيز على مجالات التنمية الدولية والاجتماعية والاقتصادية وحقوق الإنسان، يعتمد إم فور دي على النظرية القائلة إن زيادة الوصول إلى الأجهزة المحمولة تعمل كحجر زاوية لا يتجزأ في تعزيز التنمية المجتمعية الشاملة.
أصبحت الهواتف والأجهزة المحمولة، التي كانت تعد عنصرًا من عناصر الرفاهية والامتياز، شبه ضرورية في جميع أنحاء العالم المتقدم والنامي على حد سواء. وفقًا لدراسة أجرتها الأمم المتحدة عام 2007، فإن أكثر من ثلثي الهواتف المحمولة في العالم مملوكة ومستخدمة داخل البلدان النامية. مع البنية التحتية السلكية الأقل تطورًا والتكلفة العالية المرتبطة بتحديثها وتنفيذها، يمكن أن يُعزى اعتماد التقنيات الخلوية إلى قفزة ضرورية في تقنيات الاتصالات الهاتفية التقليدية. بالإضافة إلى ذلك، فإن البنية التحتية الكهربائية غير السليمة والتي لا يمكن الاعتماد عليها في العديد من البلدان النامية لا تلبي بطريقة جيدة الاعتماد الجماعي لتكنولوجيا المعلومات والاتصالات. إن قابلية التنقل، وطاقة البطارية، والمرونة التي تتمتع بها تقنيات الهاتف المحمول مناسبة تمامًا للملاحقات وأنماط الحياة المشتركة للمقيمين في العالم النامي.
أدى هذا التبني الجماعي لتكنولوجيا المعلومات والاتصالات والهواتف المحمولة بالإضافة إلى اتساع تغطية الإشارات وزيادة جودتها في العديد من البلدان النامية إلى زيادة الاهتمام الأكاديمي والاجتماعي والاقتصادي والسياسي إذ تستمر التأثيرات المختلفة لحركة إم فور دي في التوسع. بالإضافة إلى النتائج التنموية المتوقعة لاعتماد الأجهزة المحمولة بما في ذلك الوكالة الاقتصادية المتزايدة، فقد حدث تقدم غير متوقع في أشكال التمكين الفردي، والوكالة النسائية، وكذلك النمو الأسري والمجتمعي.
برزت فرص التعبئة الجماعية الفعالة وتجميع المعلومات والبيانات التي توفرها الحركات التنموية باستخدام الهواتف الخلوية والأجهزة المحمولة الأُخر مثل الأجهزة اللوحية على نطاق واسع في وسائل الإعلام والأوساط الأكاديمية. تُنتج الأدبيات حول هذا الموضوع بأسلوب مطرد وتستمر البلدان النامية في تبني تقنيات الهاتف المحمول بمعدل ملحوظ.

## الوصول واستخدام المحمول
أدت التطورات الأخيرة في الاتصالات المتنقلة وتقنيات الحساب إلى التوسع في ملكية الهاتف المحمول والهاتف الذكي والكمبيوتر اللوحي وملكية النتبووك. تُسوق المنتجات الإلكترونية للعالم المتقدم على أنها مكملات لأجهزة الكمبيوتر المحمولة وأجهزة الكمبيوتر المكتبية القياسية، وغالبًا ما تقدم نقاط سعر أقل للمستهلك. وتخدم نقطة السعر المنخفض هذه البلدان النامية وأسواقها سريعة التطور لتوسيع تكنولوجيا المعلومات والاتصالات واعتمادها. تُجهز الأجهزة المحمولة باتصالات الهاتف المحمول الأساسية والبرامج مثل خدمات واي فاي وجي ثري التي تتيح للمستخدمين الاتصال بالإنترنت عبر شبكات الهاتف المحمول والشبكات اللاسلكية دون الحاجة إلى تأمين خط أرضي أو اتصال واسع النطاق باهظ الثمن عبر دي إس إل أو كابل الإنترنت أو الألياف الضوئية. جعلت هذه الحركة القفزة نحو قبول وتنفيذ تقنيات الهاتف المحمول الإنترنت والاتصالات الرقمية الحديثة أكثر سهولة للناس، لا سيما في الأسواق الناشئة والبلدان النامية.
وفقًا للاتحاد الدولي للاتصالات، برزت تكنولوجيا المعلومات والاتصالات المحمولة باعتبارها الشكل الرئيس للتكنولوجيا التي ستوفر جسرًا داخل الفجوة الرقمية. تُظهر البيانات التي جمعها الاتحاد الدولي للاتصالات مسار التقنيات المتنقلة مع تجاوز اعتمادها بل وحتى استبدال اعتماد أجهزة الكمبيوتر المكتبية وأجهزة الكمبيوتر المحمولة القياسية.
يقدر الاتحاد الدولي للاتصالات أنه اعتبارًا من عام 2013، هناك ما يقارب 6,8 مليار اشتراك في الهواتف الخلوية المتنقلة في جميع أنحاء العالم، منها 5,2 مليار اشتراك في البلدان النامية. تتناقض هذه الأرقام بدرجة كبيرة مع معدل تغلغل اشتراكات الهاتف الثابت الذي يبلغ نحو 1,2 مليار في جميع أنحاء العالم، وبهامش صغير أكثر من نصفه ينتمي إلى العالم النامي.

## قفزات متنقلة
يُستخدم للإشارة إلى نظريات النمو الاقتصادي والتصنيع، استُخدمت القفزات مؤخرًا في سياق التنمية المستدامة للبلدان النامية ضمن نظريات التنمية العالمية. تشير القفزات التكنولوجية إلى تسريع التنمية في تخطي التقنيات والصناعات منخفضة الدرجة وأقل كفاءة والأكثر تكلفة لمصلحة التبني المباشر لتقنيات أكثر فاعلية وتقدمًا.
 في حالة إم فور دي، يمكن أن يُعزى مسار الاعتماد الجماعي السريع لتكنولوجيات الهواتف المحمولة إلى «تأثير قفزة المحمول»، إذ شوهدت العديد من البلدان النامية تتجاوز الطرق التقليدية للمهاتفة السلكية والبنية التحتية للنطاق العريض والتنمية، واختارت بدلاً من ذلك التخصيص الفوري لتقنية النطاق العريض والخلوية اللاسلكية. يمكن أن تعزى هذه القفزات المتنقلة إلى العملية الطويلة والتكلفة العالية لتنفيذ البنية التحتية السلكية. كما رأينا في اعتماد الهاتف المحمول في الدول العربية، فإن البنية التحتية السلكية التي تسبق تكنولوجيا الهاتف المحمول غالبًا ما تكون قديمة وعفا عليها الزمن وغير قادرة على نقل البيانات، وهو المطلب الأساس لتنفيذ خدمات خط المشترك الرقمي «دي إس إل».

## التأثيرات الاجتماعية
وفقًا لتقرير الاتحاد الدولي للاتصالات بعنوان «قياس مجتمع المعلومات»، يُنظر إلى الهواتف المحمولة وغيرها من أجهزة تكنولوجيا المعلومات والاتصالات المحمولة على أنها تحل محل أجهزة الكمبيوتر المحمولة القياسية وأجهزة الكمبيوتر المكتبية باعتبارها المنصة الرئيسية للوصول إلى الإنترنت وتكنولوجيا المعلومات والاتصالات واستخدامها. يوفر هذا الوصول المتزايد إلى الهواتف المحمولة واستخدامها للأفراد منصة اتصال محمولة يمكن أن تساعد في توسيع مستوى وكالة المواطن في تطوير المساعي الاجتماعية والاقتصادية والسياسية المحلية والدولية. كما أنه يوفر للأفراد الفرصة لتشكيل مجتمعات اجتماعية واقتصادية وسياسية، بغض النظر عن الموقع الجغرافي، ويوفر أداة في متناول اليد تسمح للأفراد بمحاربة انتهاكات حقوق الإنسان من الأرض. تقدم منظمات مثل الديمقراطية الرقمية «دي دي» والصوت الديمقراطي لبورما للمستخدمين القدرة على الإبلاغ عن الأخبار والمعلومات حول انتهاكات حقوق الإنسان وتجميعها ونشرها من أجل تفعيل الاهتمام والعمل العالمي.
في إنشاء وتعزيز المواطنين المتنقلين داخل البلدان النامية، شُجع نهج الشركات «أسفل الهرم» من أجل «تحويل الفقر إلى فرصة عمل يستفيد منها الجميع».

## البرامج التابعة
توفر القدرة على حشد تجميع البيانات للجمهور الحامل للهاتف المحمول للمنظمات غير الحكومية مورداً قيماً لجهودها من أجل العدالة الاجتماعية والسياسية والاقتصادية والبيئية. وفقًا لدراسة نشرتها مؤسسة مجموعة فودافون وشراكة مؤسسة الأمم المتحدة، لعينة من أكثر من 500 منظمة غير حكومية، «استخدمت 86 % منها الهواتف المحمولة، مع 99% وصفت فائدتها بأسلوب إيجابي، مع ذكر ربعها أنها كتقنية «ثورية» ويصفها الثلث الآخر أنها لا غنى عنها لعملهم». تشمل الفوائد التي تتصورها مبادرات إم فور دي «قدرتها على تعبئة وتجميع المعلومات والبيانات بطريقة أكثر فعالية وإلى جمهور أوسع» إضافة إلى خصائصها الموفرة للوقت في مجالات العدالة الاجتماعية والحفاظ على البيئة والصحة العالمية والمساعدة الإنسانية.
فيما يلي قائمة بالمنظمات المشاركة في استراتيجيات وبرمجة إم فور دي:
- جي إس إم إيه للتطوير
- فرقة العمل المعنية بتكنولوجيا المعلومات والاتصالات التابعة للأمم المتحدة
- فرونت لاين
- فهامو
- التضامن من أجل حقوق المرأة الأفريقية «سوا دبليو آر»
- برنامج الأمم المتحدة المشترك المعني بفيروس نقص المناعة البشرية / الإيدز
- تاكتشينج

## الانتقادات والتحديات
اعتُرِفَ بإمكانية توسيع وتكرار مشاريع إم فور دي باعتبارها حيوية للنجاح الشامل لممارسة هذه التنمية. يمكن أن يسمح تبادل المعلومات والتقدم التقني بتبنٍّ أسهل وأقل تكلفة في البلدان النامية الأخرى، ومع ذلك، فإن العديد من المنظمات التي تنشئ مشاريع إم فور دي وتنفذها تعمل ضمن «صوامع الابتكار». يهدد عزل المعلومات هذا بإنشاء وترسيخ الحدود بين المنظمات ومشاريع التنمية المتنقلة.
يمكن رؤية الآثار البيئية لزيادة استخدام الأجهزة المحمولة في شكل مقالب النفايات الإلكترونية الكبيرة الموجودة في العديد من البلدان النامية التي تهدف إلى الاستفادة من برامج وسياسات إم فور دي.